# Céramique de Saint-Amand-les-Eaux

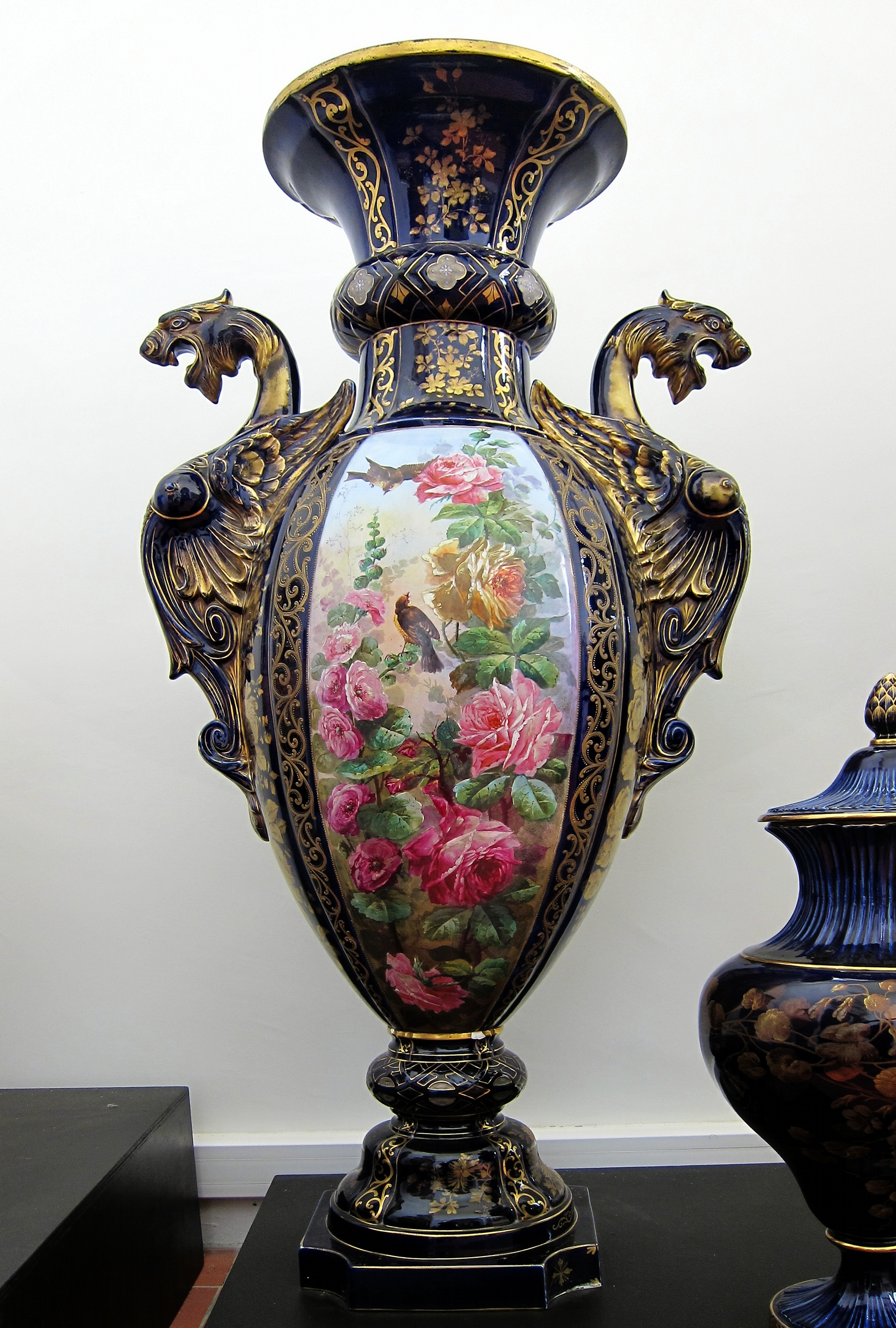
Urne aux chimères (vers 1904), Saint-Amand Moulin des Loups, musée municipal de la tour abbatiale de Saint-Amand-les-Eaux.

La céramique de Saint-Amand-les-Eaux est une porcelaine produite à partir de 1705 dans plusieurs fabriques dans le département du Nord et la région Nord-Pas-de-Calais.
De multiples manufactures s'établissent entre Orchies, Saint-Amand-les-Eaux et Valenciennes : les Manufactures de Faïence du Moulin des Loups ; la Faïence de Saint-Amand-les-Eaux ; les Faïences et Porcelaines de Saint-Amand-Orchies-Hamage ; les Grands Établissements Céramiques Saint-Amand et Hamage Nord ; la Manufacture de Faïence et de Porcelaines.

## Historique

### Les origines
La porcelaine n'est connue en Europe que depuis la découverte de la Route des Indes. C'est aux Portugais que l'on doit ce nom de porcelaine dérivé de porcolona, vaisselle de terre. Durant une longue période, elle est importée de Chine. Elle est universellement recherchée pour sa résistance aux hautes températures.
Les premières manufactures ouvrent en France en 1695 à Saint-Cloud, Chantilly, Orléans, Villeroy où l'on fabriquait une imitation de porcelaine. Un verre dur et translucide composé de nitre, sel, alun, soude, gypse et sable. Cette imitation fut connue sous le nom de porcelaine tendre, frittée ou vitreuse.
De nouvelles manufactures s'établissent bientôt à Arras, Tournai, Saint-Amand-les-Eaux,.
La région de Saint-Amand-les-Eaux avec son réseau routier, ses fleuves et canaux, sa forêt, était parfaite pour accueillir une usine de faïence, le transport étant facilité et le bois à disposition pour les fours.

### La première manufacture (1705-1776)

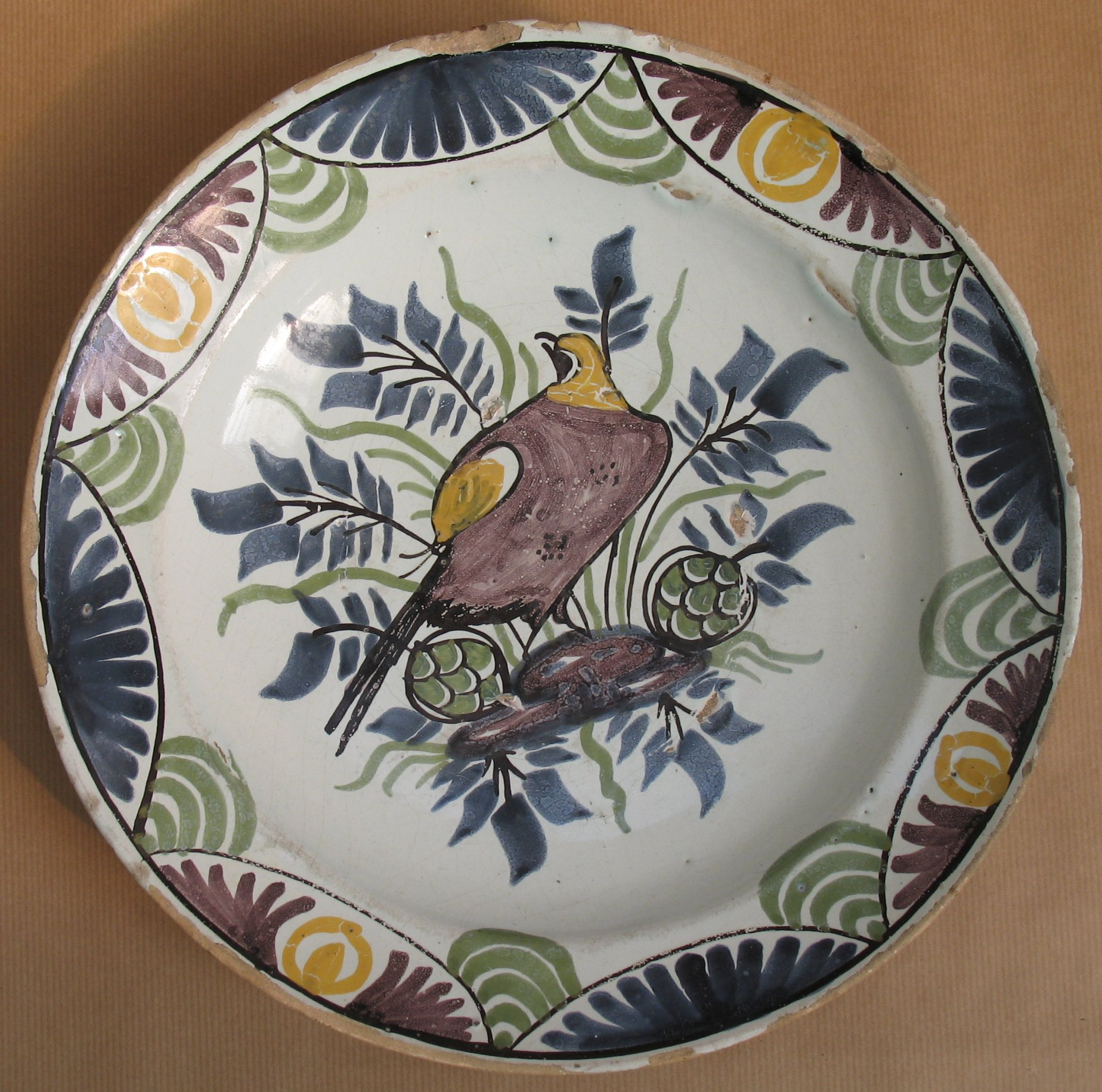
Plat de la manufacture Desmoutiers (XVIIIe siècle), musée municipal de la tour abbatiale de Saint-Amand-les-Eaux.

En 1705, Nicolas Desmoutiers crée sa faïencerie à Saint-Amand-les-Eaux, où il produit une faïence stannifère décorée en grand feu avec des bleus de camaïeu.
En 1735, Marie-Joséphe Desmoutiers, la fille de Nicolas Desmoutiers, se marie avec Robert Flescher et ils assurent la suite de l'entreprise.
En 1736, Martin Claude Dorez, fils du céramiste Barthélémy Dorez, reprend l'usine en location. Il produit des assiettes assez communes portant un « D » pour marque.
En 1775, l'usine est cédée à Gaspard Bécart qui rachète uniquement le matériel et ferme le site en 1776, la déménageant à Valenciennes.
Vers 1790, l'introduction du grès anglais et surtout les grès fabriqués à Douai concurrencent la faïence, la production chute alors de moitié.

### La deuxième manufacture (1718-1794)

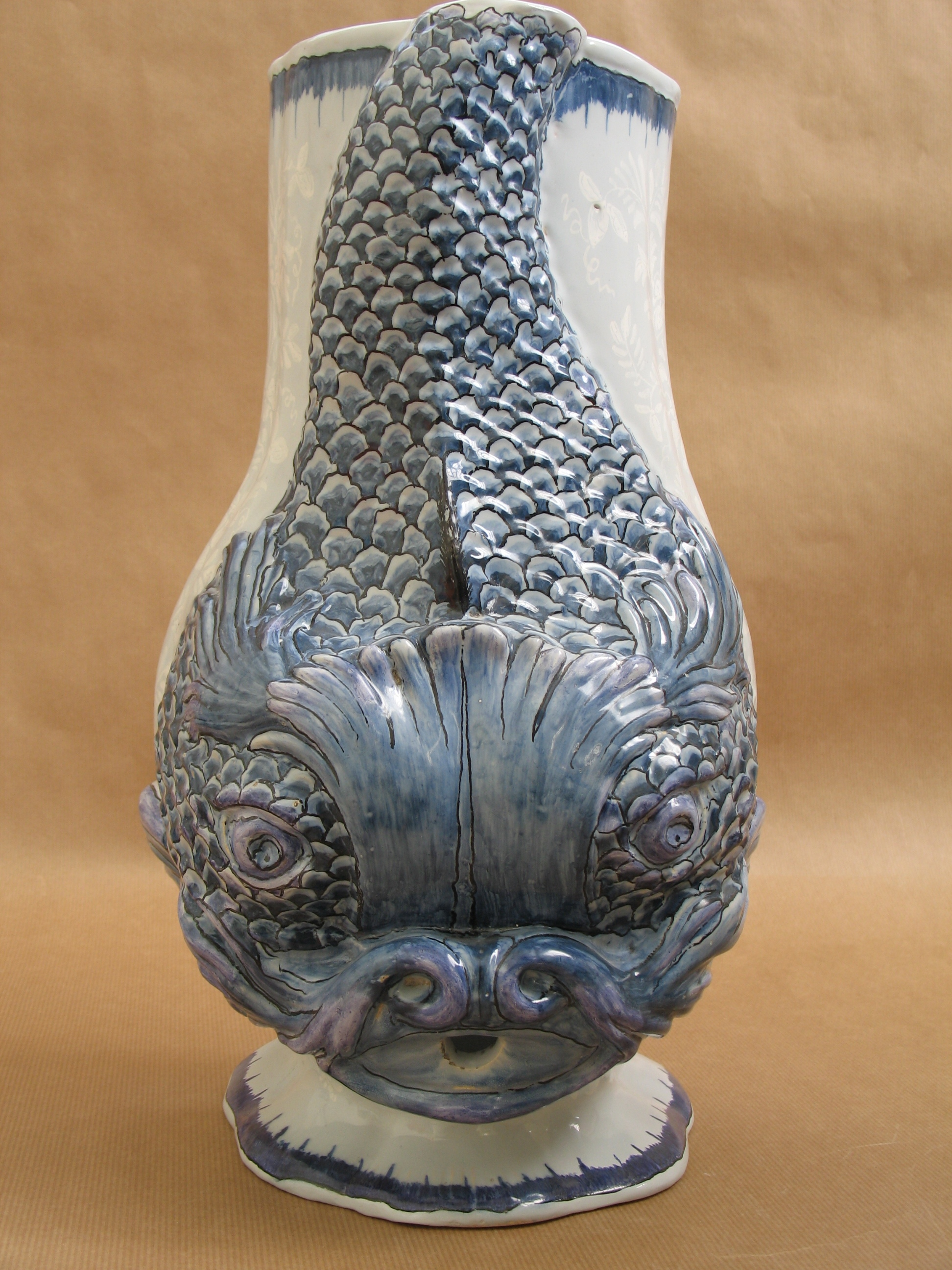
Fontaine dauphin (XVIIIe siècle) par Pierre Joseph Fauquez, musée municipal de la tour abbatiale de Saint-Amand-les-Eaux.

En 1718, en raison du traité d'Utrecht, Pierre Joseph Fauquez, propriétaire d'une usine à Tournai est privé de ses clients de l'Amandinois depuis 1713. Il y ouvre donc une usine avec l'appui de ses employés de Tournai. Pierre Joseph Fauquez meurt le 8 avril 1741.
La production se développe et son fils, Pierre-François-Joseph Fauquez, en reprend la direction de 1740 à 1773. Il meurt à Tournai le 27 septembre 1781.
Jean-Baptiste-Joseph Fauquez, né à saint-Amand le 13 mai 1742, épouse Jeanne-Claire Lamoninary, une des sœurs du célèbre porcelainier. Jean-Baptiste-Joseph Fauquez, le petit-fils, poursuit la production dès 1773. En 1785, il ouvre une usine à Valenciennes, respectant ainsi une condition à la suite du privilège obtenu de produire de la porcelaine dure. Ces usines ferment en 1794, la Révolution ayant mis un terme à cette production par suite de son départ en exil vers l'Allemagne.
Une partie de la production de l'usine Fauquez a été marquée, les décorations étaient souvent constituées de camaïeu de bleu, suivant la céramique tournaisienne. Une faïence fine dite « terre de pipe » a également été produite avec des décors or. Les terres de pipe se distinguent par un émail jaunâtre sur lequel sont peints des liserés rouge carmin ou bleus, et parfois des bouquets d'un coloris assez terne. La production ne fut ni active, ni de longue durée, car les pièces conservées sont très rares.

### La troisième manufacture (1810)
De 1810 à 1817, une nouvelle usine est dirigée par M. Dorchies et M. Herbe.
En 1818, Maximilien-Joseph de Bettignies, céramiste de Tournai, reprend et développe la production.
Le 31 juillet 1818, M. H. de Bettignies dépose un brevet concernant la pâte pour fabriquer les vases de porcelaine tendre en grande dimension. Les objets créés sont de porcelaine avec des décorations de Tournai tels que glands, lauriers et barbeaux, ou en porcelaine stannifére avec des décorations bleues ou multicolores. Il s'agit souvent de vases, de petites statues ou de bustes.
Au lieu-dit du chemin des loups à Saint-Amand-les-Eaux, M. de Bettignies ouvre une nouvelle usine plus grande, spécialisée dans la porcelaine tendre, dite porcelaine artificielle. Cette porcelaine engendrant de grands problèmes de production, M. de Bettignies cède son entreprise.

### Création de la Manufacture de Faïence et de Porcelaines

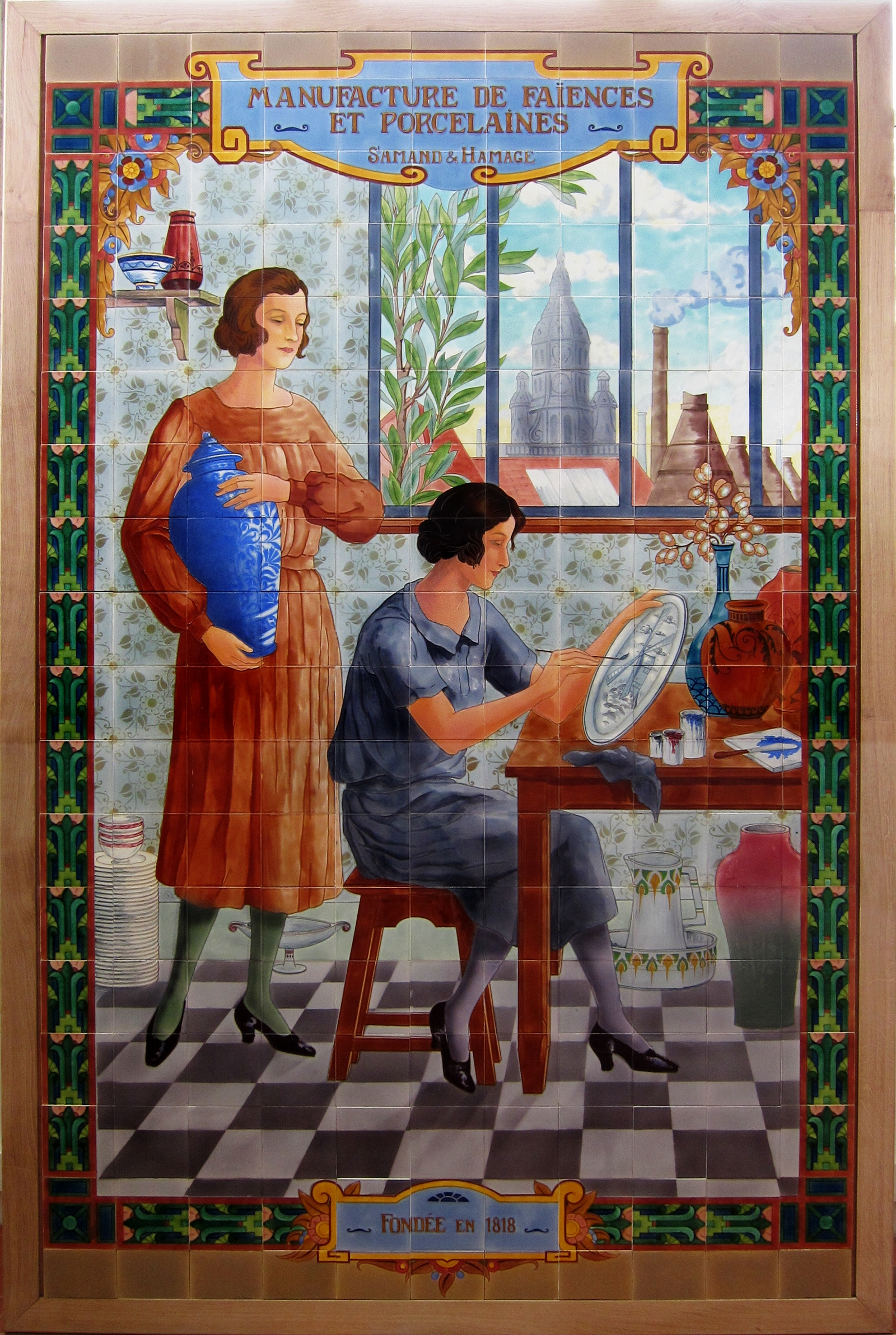
Enseigne de la faïencerie du Moulin des Loups (vers 1925), musée municipal de la tour abbatiale de Saint-Amand-les-Eaux.

Le 17 décembre 1880, Gustave Dubois et Léandre Bloquiaux, entrepreneurs amandinois, reprennent l'entreprise et relancent une production de faïence stannifère adoptant le style de Lunéville et de Saint-Clément.
En 1887, une société anonyme est créée sous le nom de Manufacture de Faïence et de Porcelaines.
En 1896, une nouvelle usine est créée à Wandignies-Hamage, ainsi qu'une nouvelle marque Saint Amand et Hamage Nord. Elle emploie rapidement sept cents personnes.
En 1900, la société Amandinoise de Faïencerie s'établit près de la gare de Saint-Amand-les-Eaux.
En 1908, Lustroceram et Orceram s'établit sous l'emblème du Cygne Ceranord.
En 1923, après la Première Guerre mondiale, une production à base d'argile de Provins reprend à Orchies. L'entreprise change de nom en Faïences et Porcelaines de Saint-Amand-Orchies-Hamage, puis Manufacture du Moulin des Loups-Hamage. Elle comporte alors cinq usines : deux à Saint-Amand-les-Eaux, une à Wandignies-Hamage, une à Orchies, la dernière à Provins.
L'usine de Wandignies-Hamage est fermée en 1952, les autres en 1954, Ceranord en 1962.

## Caractères stylistiques

### Les trois types de faïences
La faïence courante est assez épaisse et rappelle les dispositions du décor rouennais : émail bleu, rehauts blancs à la façon du sopra bianco des Italiens.
La faïence-porcelaine est d'une fabrication soignée, aux formes recherchées décorées de bouquets où les tulipes, les roses et surtout les œillets se répètent. Les peintres de fleurs les plus renommés sont Jean-Baptiste Desmuraille, Louis-Alexandre Gaudry et Joseph Sternig.
Les manufactures produisent de la faïence fine et terres de pipe.

### La décoration et laglaçure
Le vernis est composé dans les proportions suivantes : sable quartzeux 16[Quoi ?], minium 28[Quoi ?], borax 4[Quoi ?], nitre 1[Quoi ?], et un peu d'oxyde de cobalt. La formule correspond à celle de l'ancienne porcelaine tendre de Sèvres, hormis l'addition de borax.
Les ornements bleus sont dessinés sur le cru (biscuit non cuit) ou sur le dégourdi, avec un pinceau de poils d'oreille de vache et de l'oxyde de cobalt. Ensuite, le vernis est fondu au bois et son application se fait par immersion, le biscuit étant très poreux.

## Les marques

Hamage et Moulin des Loups Nord
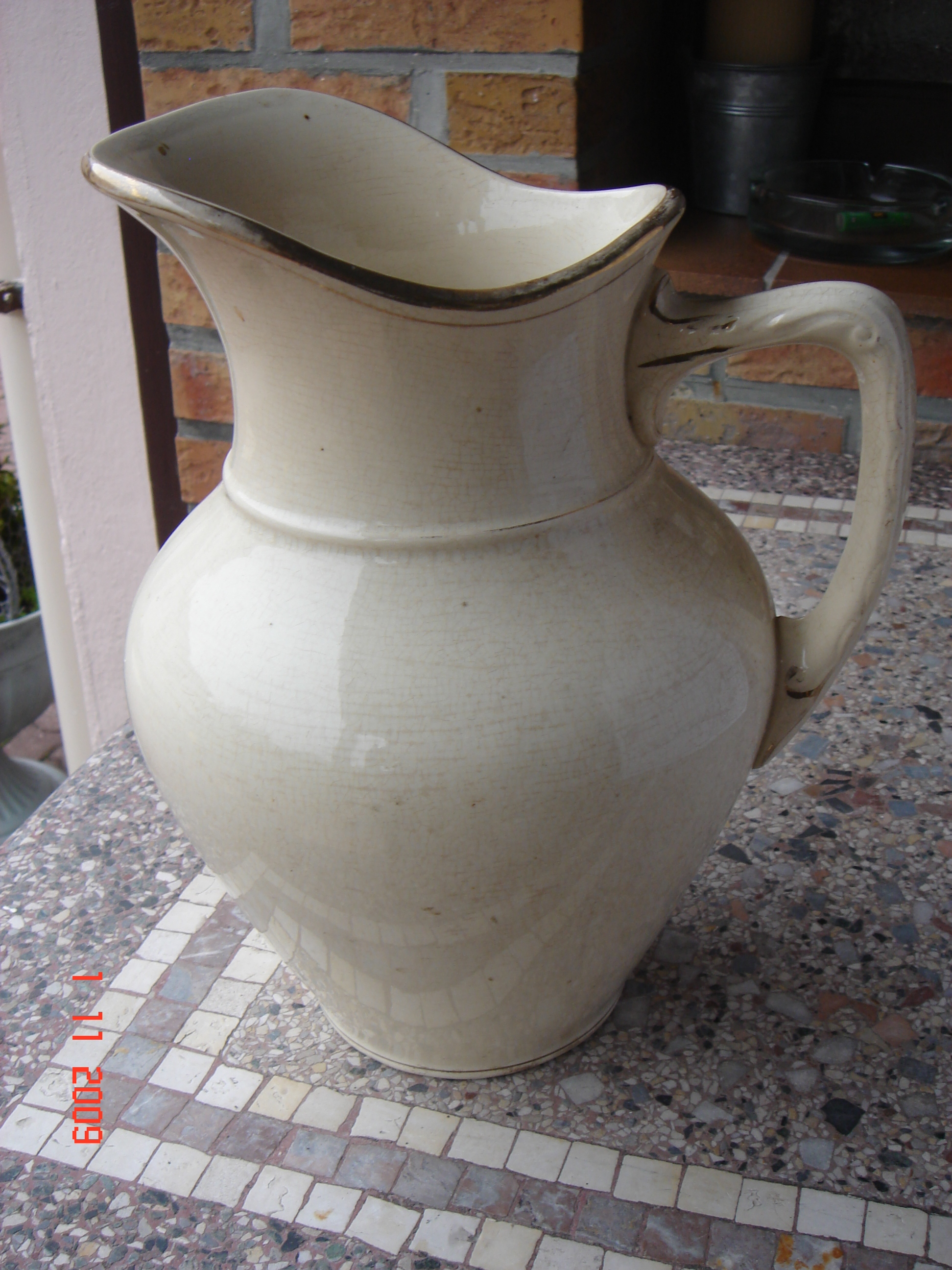
Pichet en faïence, Hamage et Moulin des Loups, localisation inconnue.
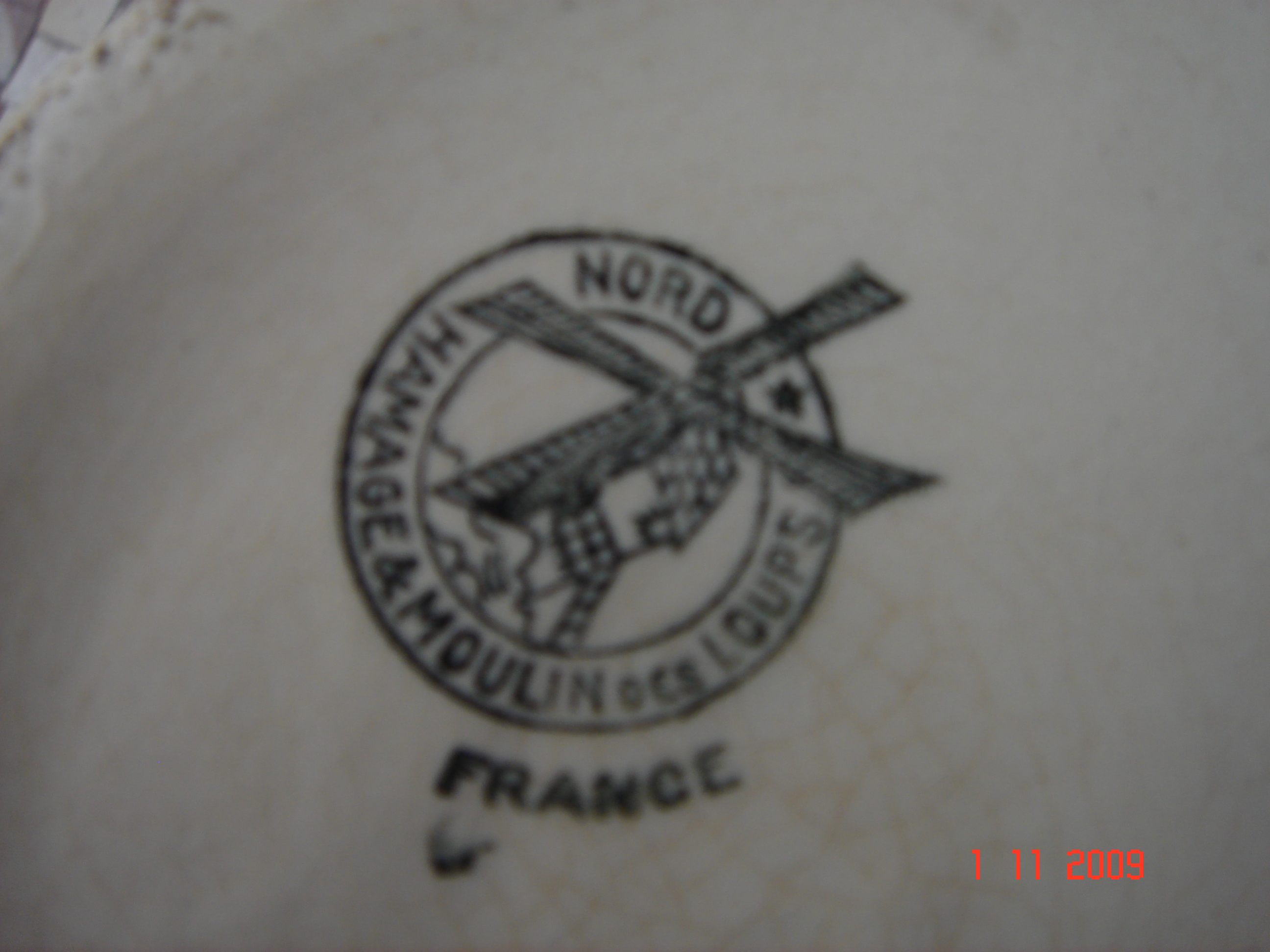
Cachet d'Hamage et Moulin des Loups.

Orchies - Moulin des loups - France
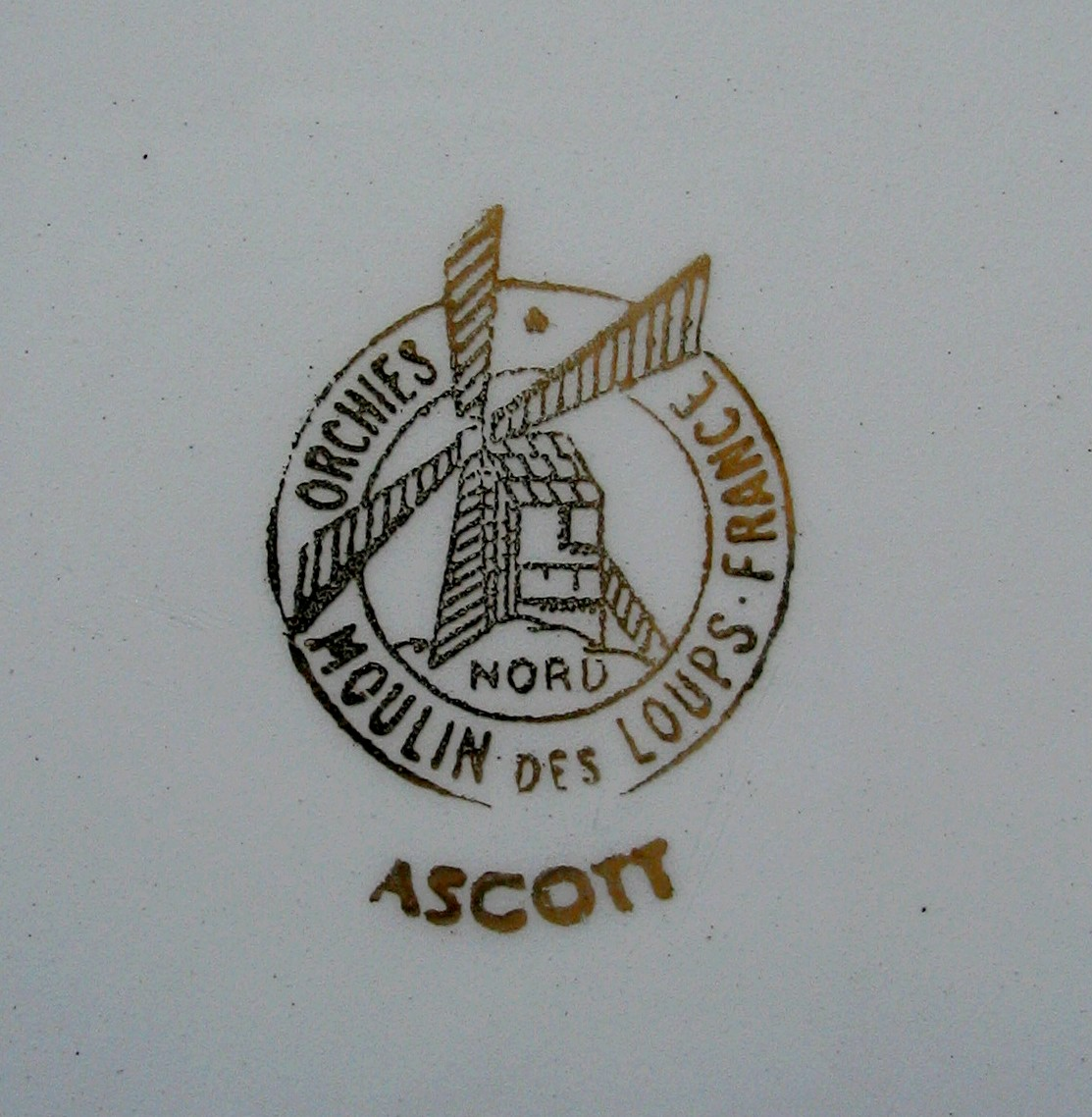
Cachet Orchies — Moulin des loups - Ascott.
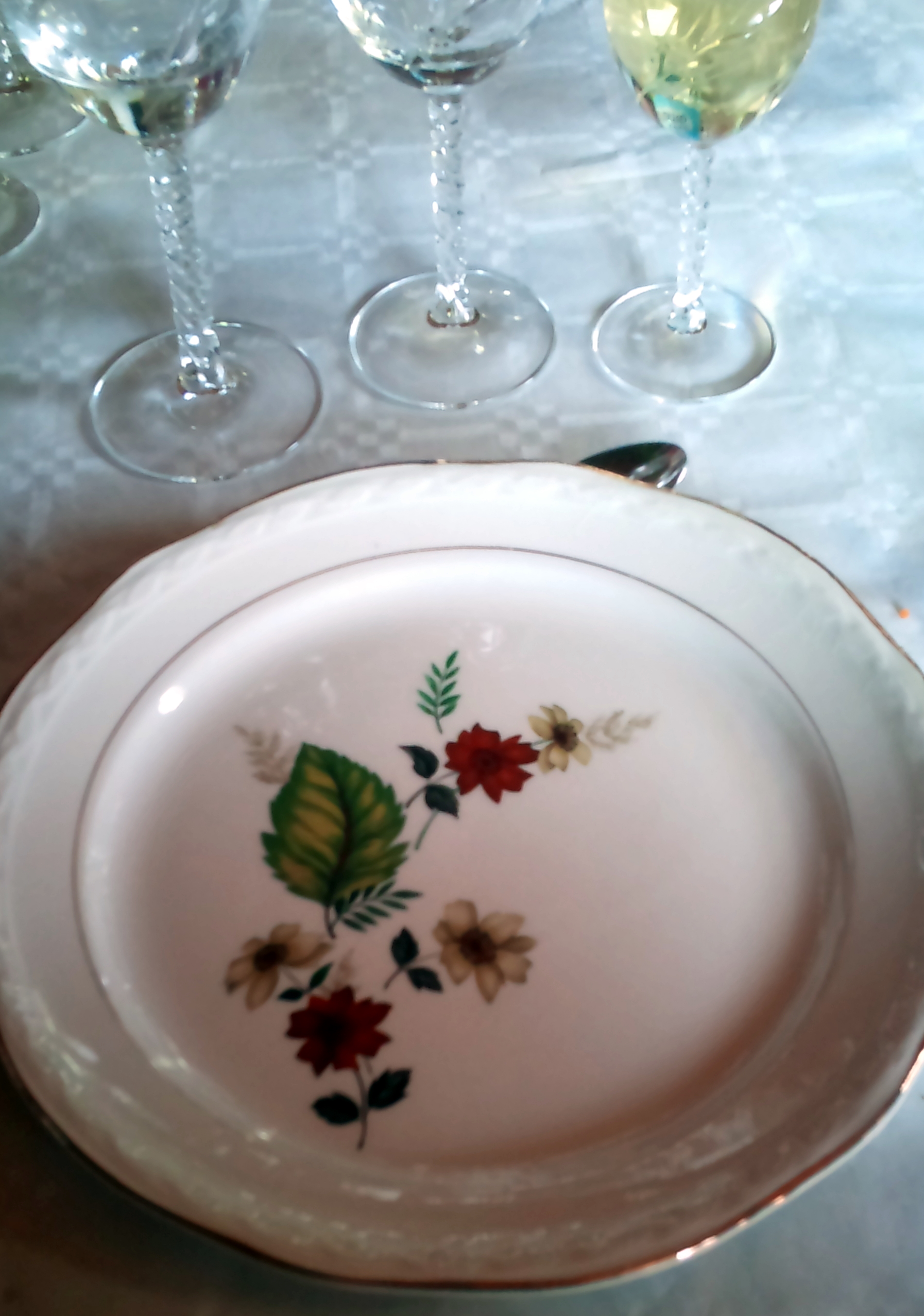
Décor floral (1972), localisation inconnue.
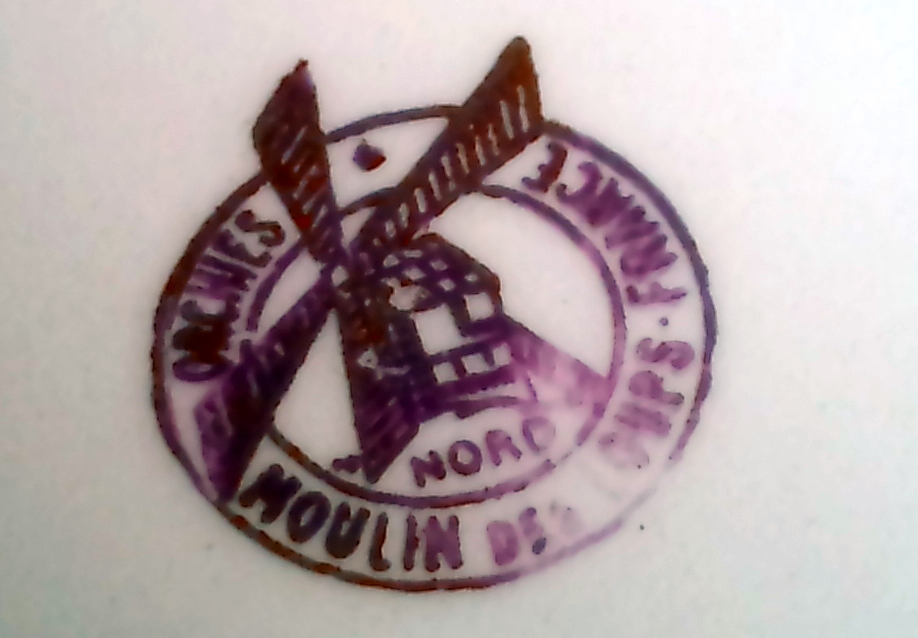
Cachet Orchies — Moulin des loups.

Saint Amand-Les-Eaux (Nord) - Porcelaine opaque
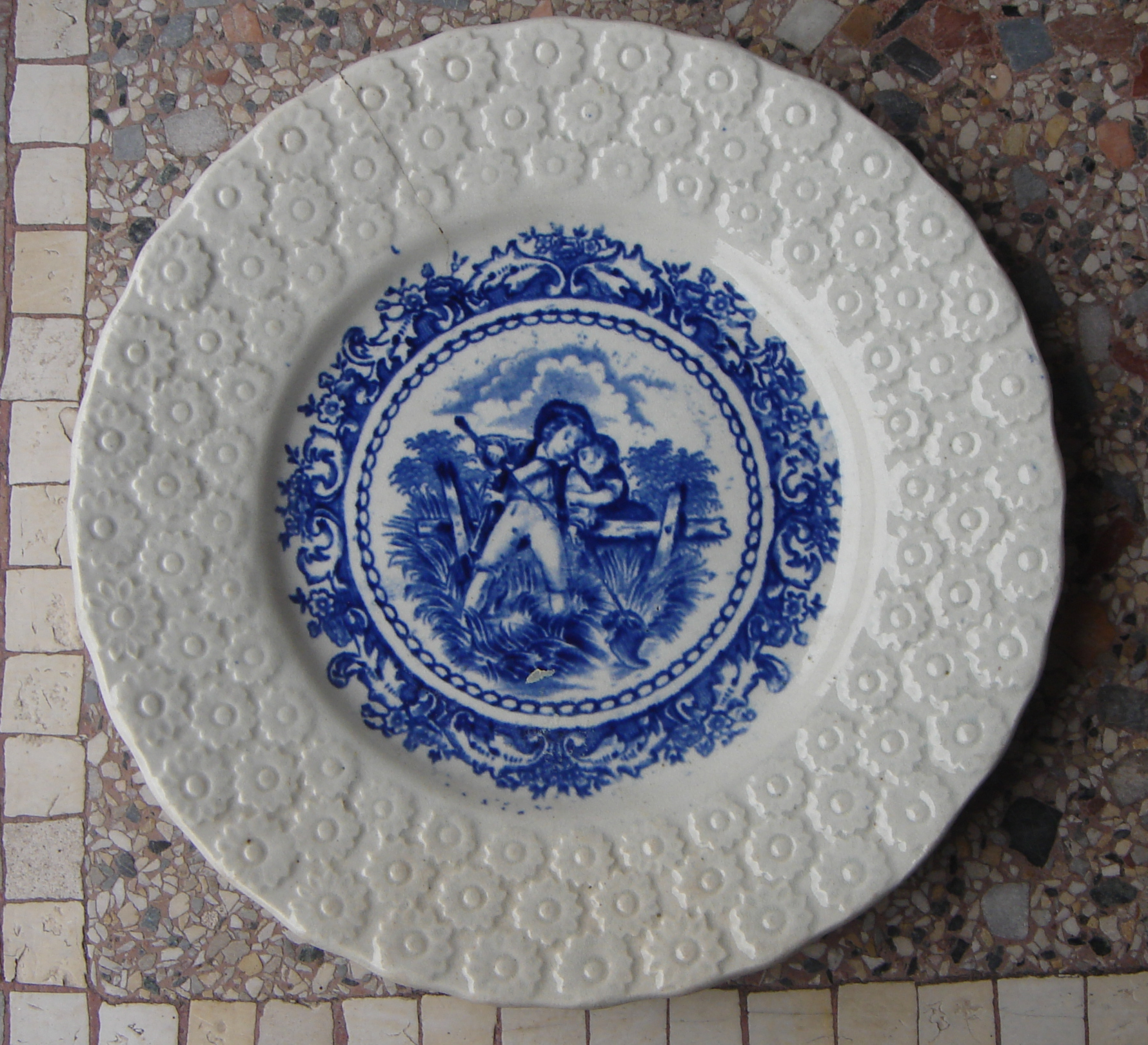
Assiette pêcheur, porcelaine opaque, manufacture de faïence Saint-Amand-les-Eaux (Nord), localisation inconnue.
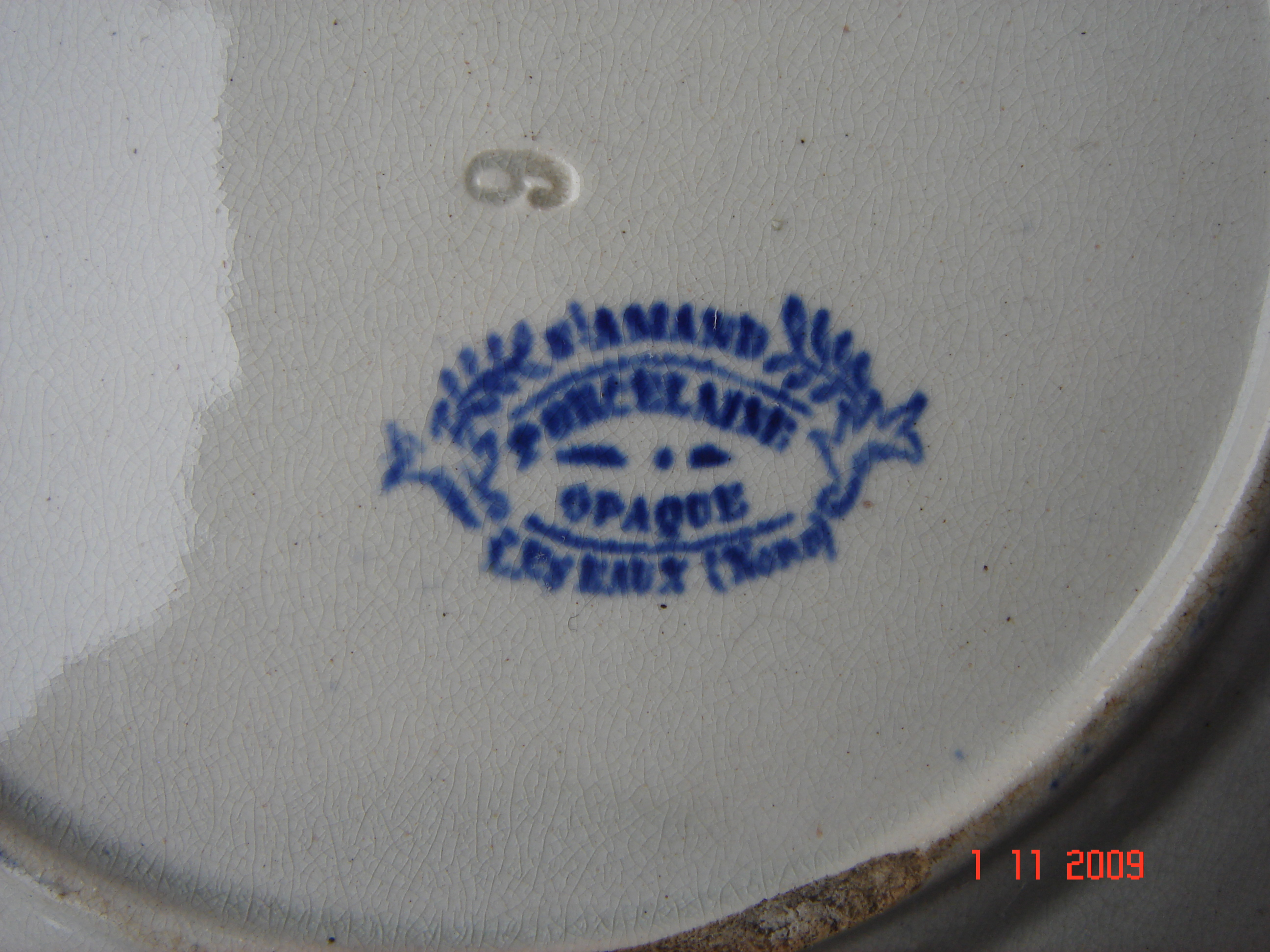
Cachet de la manufacture de faïence Saint-Amand-les-Eaux (Nord).

## Les techniques de production

### Composition de la pâte à porcelaine de Saint-Amand
La pâte comporte 75,3 % de silice, 8,2 % d'alumine, 5 % de soude, 10 % de chaux, 1,5 % de perte. 
Les matières premières sont une marne argileuse, une argile figuline, de la craie et une frite constituée de sable et de soude.
L'argile plastique utilisée à Saint-Amand ne renferme que de l'alumine, de la silice et un peu d'oxyde de fer. Elle est de couleur grise, mouchetée de jaune et contient un peu de mica.

### Les fours de M. de Bettignies

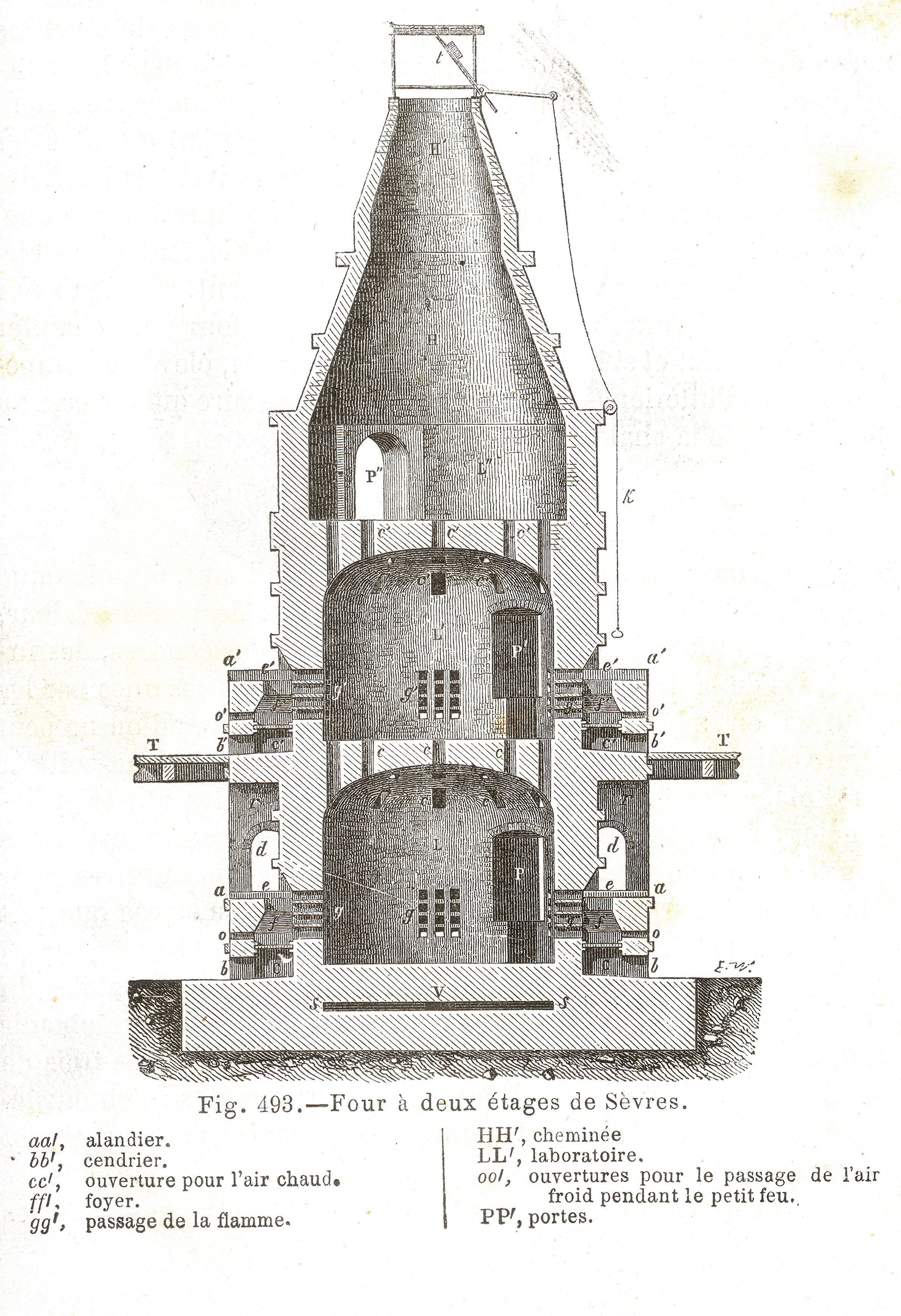
Four à céramique vertical type Sèvres, Dictionnaire de chimie industrielle (1864).

Les fours sont de forme cylindrique. Le four se compose d'un cylindre vertical séparé en trois niveaux, celui du bas est dénommé « premier laboratoire » (diamètre 2,60 m hauteur 3 m), au milieu se trouve le « second laboratoire » (diamètre 2,60 m hauteur 2 m), et en haut le cône de cheminée (2 m). L'alandier est une ouverture dans le bas du premier laboratoire (hauteur 1 m largeur 0,58 m et profondeur 0,29 m).
Dans la voûte, entre le premier et le deuxième laboratoire, se trouvent un grand carneau au centre et neuf petits sur le pourtour. Ces carneaux permettent de guider les flammes et d'évacuer les gaz brûlés. Des grilles appelées garde-feux y sont disposés pour diviser la flamme. 
Dans le bas du deuxième laboratoire, de petits alandiers permettent d'augmenter encore la température. Le deuxième laboratoire n'existe pas dans les fours de Tournai. La cuisson se fait avec du bois à charbon de bois de 73 cm de longueur. Dans ce même four, il peut être cuit le biscuit en quinze à seize heures, et le vernis ou glaçure en onze à douze heures.